# Паулуччи, Амилькар Карлович
Амилькар Карлович Паулуччи, маркиз (ок. 1810—1874) — генерал-майор Российской империи, с февраля 1861 года — обер-полицмейстер столицы Царства Польского — Варшавы.

## Биография
Итальянского происхождения.
Его предшественником на посту варшавского обер-полицмейстера был Игнацы Абрамо́вич.

## Награды
- Награждён орденом Св. Георгия 4-й степени (№ 8870; 1 февраля 1852).
- Также награждён другими орденами Российской империи.